# Konrad IV. von Bussnang
Konrad IV. von Bussnang (* 14. Jahrhundert oder 15. Jahrhundert; † 12. März 1471 in Rufach) war Fürstbischof von Straßburg im Jahre 1439 unter der Herrschaft des römisch-deutschen Königs Albrecht II., dem Pontifikat von Eugen IV. und der Schirmherrschaft des Mainzer Metropoliten Dietrich Schenk von Erbach.

## Herkunft und Familie

Wappen der Freiherren von Bussnang

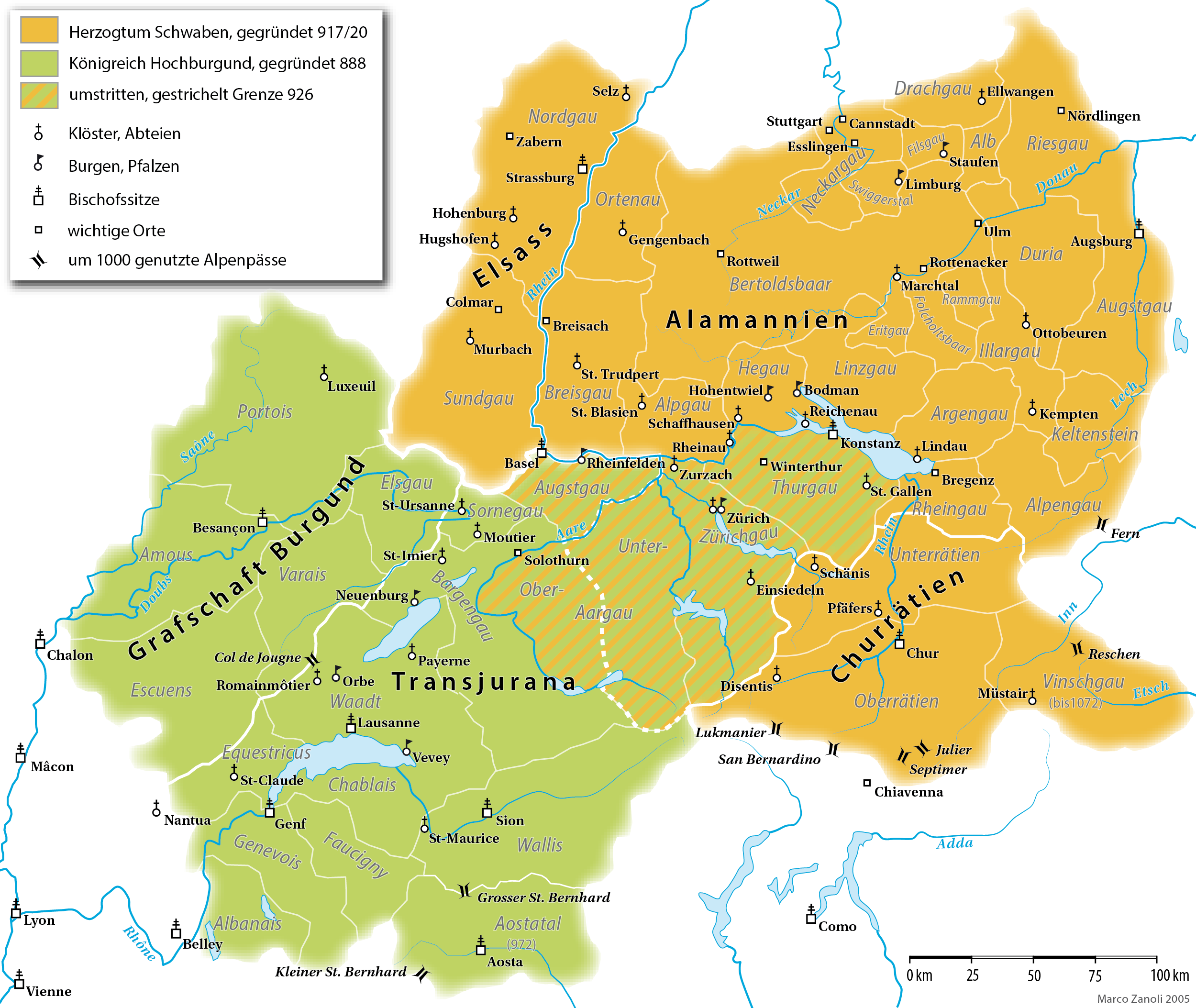
Thurgau und Elsass im Herzogtum Schwaben

Konrad von Bussnang oder Bußlingen entstammte dem thurgauischen Freiherrengeschlecht von Bussnang. Zu dieser Familie gehörte Konrad von Bussnang († 20. Dezember 1239), Abt von Sankt Gallen, begraben im Kloster Salem, oder Berthold I. von Bussnang, der von 1174 bis 1183 Bischof von Konstanz war. Das Geschlecht konnte seit Mitte des 12. Jahrhunderts nachgewiesen werden und starb 1471 aus.
Seine Herkunft wurde zu einem Nachteil, als er gewählt wurde, weil der elsässische Kleinadel und die einheimischen Kapitularen ihn als „Schwob“ betrachteten. Seiner Frömmigkeit und seiner Friedfertigkeit zum Trotz blieb er für manche ein Ausländer, der problemlos als Kämmerer des Hochstiftes tätig sein durfte, aber nicht für das höchste Amt des Fürstbischofs.
Gegenwärtig kann die im Elsass heute noch gebräuchliche, wenn auch abwertende Bezeichnung Schwob missverstanden werden. Bekanntlich sind Thurgauer keine Schwaben, genauso wie Badener oder Allgäuer. Aber im Elsass hat sich das Wort für alle Menschen eingebürgert, die jenseits des Rheins leben. Die elsässischen Teilherrschaften lagen damals im Hoheitsgebiet des Herzogtums Schwaben und der darauffolgenden schwäbischen Hoheitsgebiete. Die Herrschenden waren also in den Geistern der Linksrheinischen nun mal Schwaben, in der elsässischen Mundart Schwowe. Trotz hochalemannischer Mundart und Kultur kam Konrad wohl oder übel aus der rechtsrheinischen Gegend. Die Reaktion der Unzufriedenen beweist indirekt, dass die kulturellen Unterschiede zwischen dem Niederelsass und dem Thurgau für damalige Verhältnisse für jedermann auffällig gewesen sein sollten.

## Leben und Wirken
Die Mehrzahl seiner Kollegen wählten ihn wegen seiner Frömmigkeit, Klugheit und Freigebigkeit zum Bischof. Kaum hatte man dem neugewählten im Münster gehuldigt, so drangen Grafen und Herren mitsamt den Stiftsherren, die nicht für Konrad gewählt hatten, in den Kapitelsaal ein, um die Wahl rückgängig zu machen, weil Konrad ein Fremdling sei. Die verblüfften Stiftsherren willigten ein und ernannten den alten, von der Gicht gelähmten und halb gehörlosen Propst Johann von Ochsenstein.
Konrad von Bussnang verharrte nicht und reichte seine Demission ein, mit der Bedingung, es sei ihm gestattet, seinen Nachfolger zu wählen. Als das Kapitel ihm dies bewilligte, nannte er den Pfalzgrafen Ruprecht, Enkel des römisch-deutschen Königs Ruprecht.
Für sich behielt er den lebenslangen Genuss der Oberen Mundat an. Der Gegenpapst Felix V. bestätigte diesen Ausgleich im Jahr 1440 und fügte der Mundat Einkünfte der Dörfer Blienschweiler, Mittelbergheim und des Schlosses Bernstein hinzu.
Konrad durfte den Bischofstitel behalten und wählte als Dauerresidenz die Isenburg oberhalb Rufach. Er stand der oberen Mundat während 31 Jahre mit solcher Gerechtigkeit vor, dass man in Straßburg bedauert hatte, ihn verjagt zu haben.
Während seiner Verwaltung kam er insbesondere mit den Rufacher Franziskanern in Konflikt, weil sie nicht mehr nach ihrer strikten Regel lebten und ihr Kloster in Verfall gekommen war. Im Jahr 1444 zwang Bischof Konrad die Bettelmönche zu einer klaren Wahl: entweder sie überlegten sich anders und fingen wieder an, strenger zu leben oder sie hatten auszuwandern.
Weil die Rufacher Minderbrüder die strengere Beachtung der ursprünglichen Regel, also jene der Observanten, ablehnten, trieb sie Konrad wie angekündigt aus dem Kloster und übergab es reformierten Franziskanerinnen, die später die nahe gelegene Muttergotteswallfahrt Schauenburg besorgten.
Bischof Konrad von Bussnang starb am 12. März 1471 und wurde zu Straßburg in der Johanneskapelle begraben. Auf seinem Grab stand folgende Inschrift in Latein:
Im Jahre des Herrn 1471

Den 12. März starb der großmütige Herr

Konrad von Bussnang, Kanoniker,

Kustos und Pförtner der Kirche

Von Straßburg. Betet für ihn.